# Csécse
Csécse je obec v župě Nógrád v severním Maďarsku. Žije zde 803 obyvatel.

## Geografie

### Sousední obce
| Růžice kompasu |           | Ecseg       | Pásztó         | Růžice kompasu |
| Růžice kompasu | Buják     | Sever       | Szurdokpüspöki | Růžice kompasu |
| Růžice kompasu | Buják     | Csécse      | Szurdokpüspöki | Růžice kompasu |
| Růžice kompasu | Buják     | Jih         | Szurdokpüspöki | Růžice kompasu |
| Růžice kompasu | Kisbágyon | Szarvasgede | Jobbágyi       | Růžice kompasu |